# Stenåsa kyrka
Stenåsa kyrka är en kyrkobyggnad i Växjö stift. Den är församlingskyrka i Hulterstad-Stenåsa församling på södra Öland.

## Kyrkobyggnaden
När den nuvarande kyrkan i Stenåsa restaurerades 1956 påträffades rester av flera tidigare kyrkor under golvet. Den första kyrkan vars byggnadstid troligen var under 1000-talet var en träbyggnad. Denna ersattes under 1100-talet av en stenkyrka som byggdes i etapper med början av kor och absid i öster i anslutning till träkyrkans östra långhusgavel. Senare uppfördes ett nytt långhus av sten. Mitt i långhuset murades en kraftig pelare och på denna lät man västtornets östra mur vila. Vid 1200-talets mitt förlängdes kyrkan till dubbel längd med ett kor med rak östvägg. Koret var välvt med två kryssvalv. I koret fanns ett tredelat fönster med glasmålningar. 
Under slutet av 1700-talet aktualiserades frågan om man skulle bygga om kyrkan eller bygga en helt ny. Kostnadsaspekten var allt annat än oväsentlig. Stenåsa var inte den enda församlingen där det tog tid innan slutligt beslut fattades. 1829 tog planen om ny kyrkobyggnad form. Arkitekten Samuel Enander vid Överintendentsämbetet gjorde upp ritningarna till en empirestils inspirerade kyrkobyggnad. Grundläggning ägde rum 1830 på den medeltida kyrkans plats. Kyrkbygget fullbordades 1831 av Petter Ekholm och Peter Isberg. Invigdes ägde rum 1838 och förrättades  av kontraktsprosten Pehr Dahlström.  Kyrkan som är byggd i kalksten består av ett långhus med rakslutande kor i öster samt sakristia i norr och torn i väster. Tornet avslutas av en åttakantig lanternin där kyrkklockorna har sin plats. Kyrkan har ingångar i väster och mitt på sydfasaden. Dörrarna blev kopparbeklädda 1956. Interiören som är av salkyrkotyp präglas av trätunnvalvets rika dekormålningar som tillkom 1902. 

## Inventarier
- Altarskiva från medeltidskyrkan.
- Medeltida dopfunt av musselkuppetyp, även kallad paradisfunt.
- Altaruppställningen är utförd av  Jonas Berggren 1766 och stofferad av Anders G Wadsten 1793. Mittpartiet, "Jesus i Getsemane", är utförd av Carl Oscar Christiernin omkring 1892. Motivet är en kopia av den tyske konstnären  Heinrich Hofmanns Getsemanemålning. Christiernin har troligen också målat de båda övre tavlorna varav den mittersta framställer två änglabarn bärande ett kors och den översta musicerande änglar. I altaruppställningens ramverket återfinns på vardera sida gestalter med svärd (lagen) och kalk (evangelium). Däröver änglar i tillbedjan. Uppställningen kröns av en förgylld strålsol med treenighetssymbol och Guds namnet Jahve skrivet med hebreiska bokstäver.

- Predikstol med ljudtak från 1667. Utökad av Jonas Berggren 1766 med förgyllda  skulpturer av de fyra evangelisterna samt ornamentik i form av putti och fästband.
- Votivskepp. En tremastad pinass, troligen byggd under 1600-talet.
- Sluten  bänkinredning, som  delvis är ursprunglig.
- Orgelläktare med utsvängt mittpari från kyrkans byggnadstid.

## Orgel

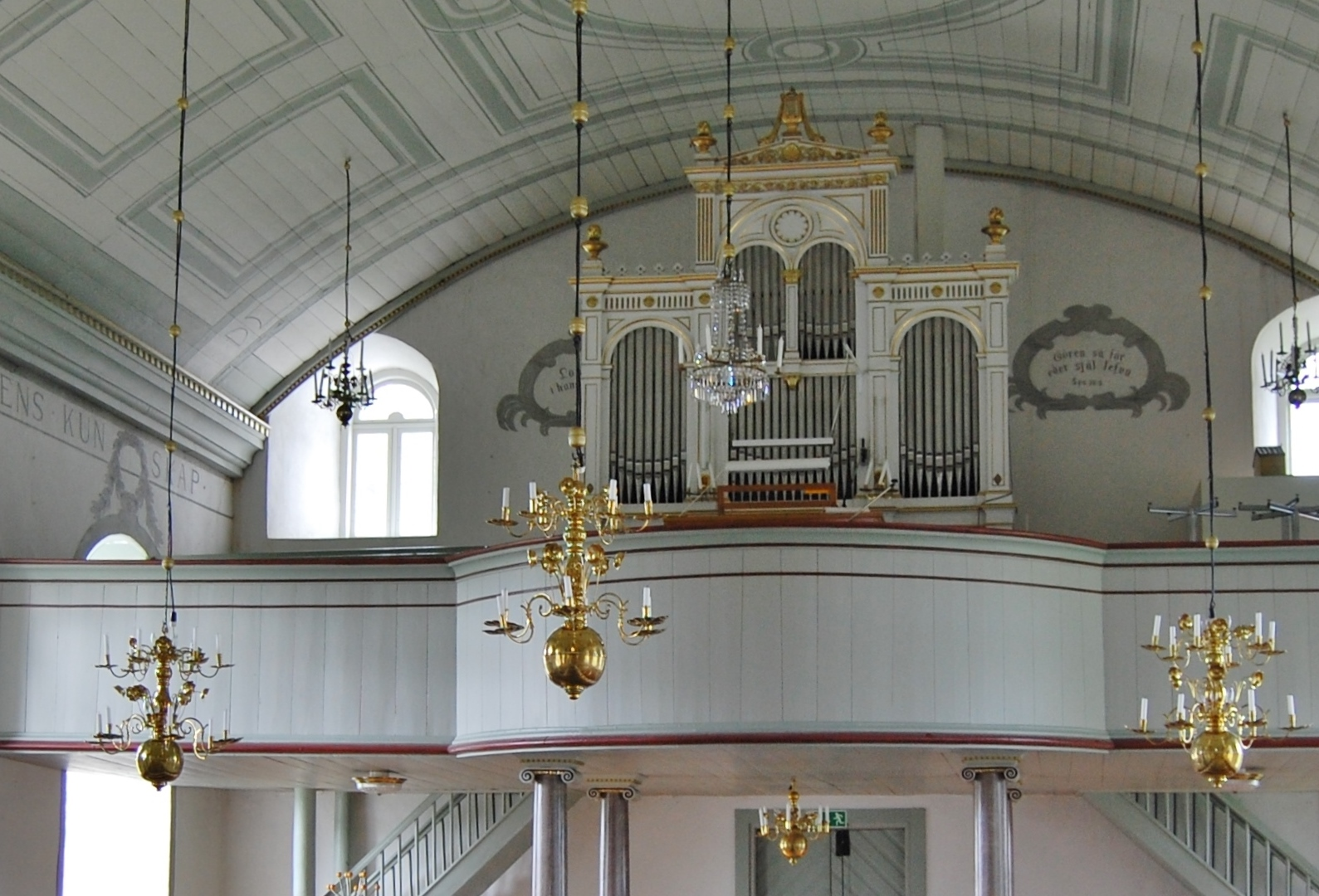
Orgelläktaren med E. Langlets orgelfasad från 1878.

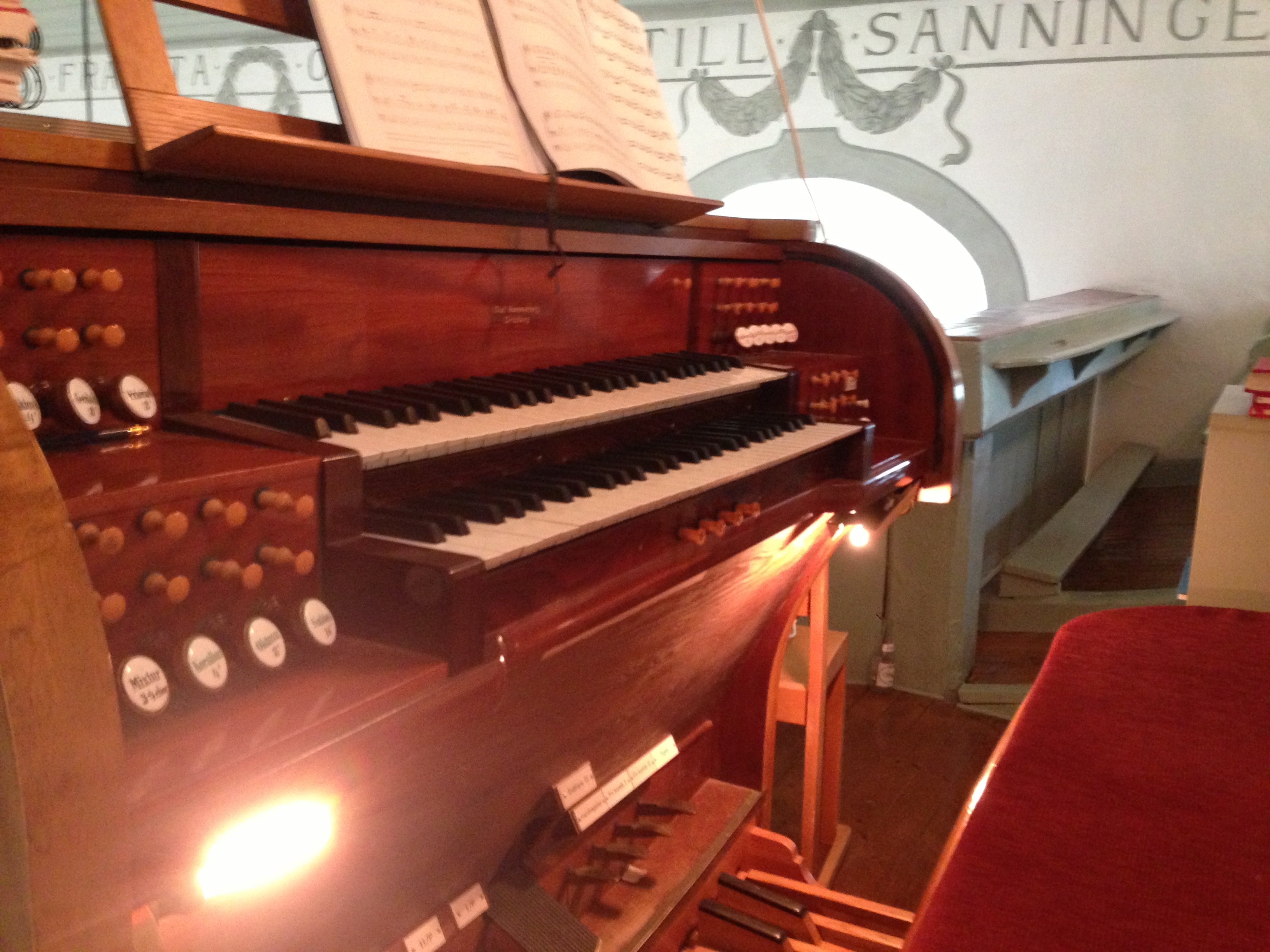
Hammarbergs spelbord från 1953.

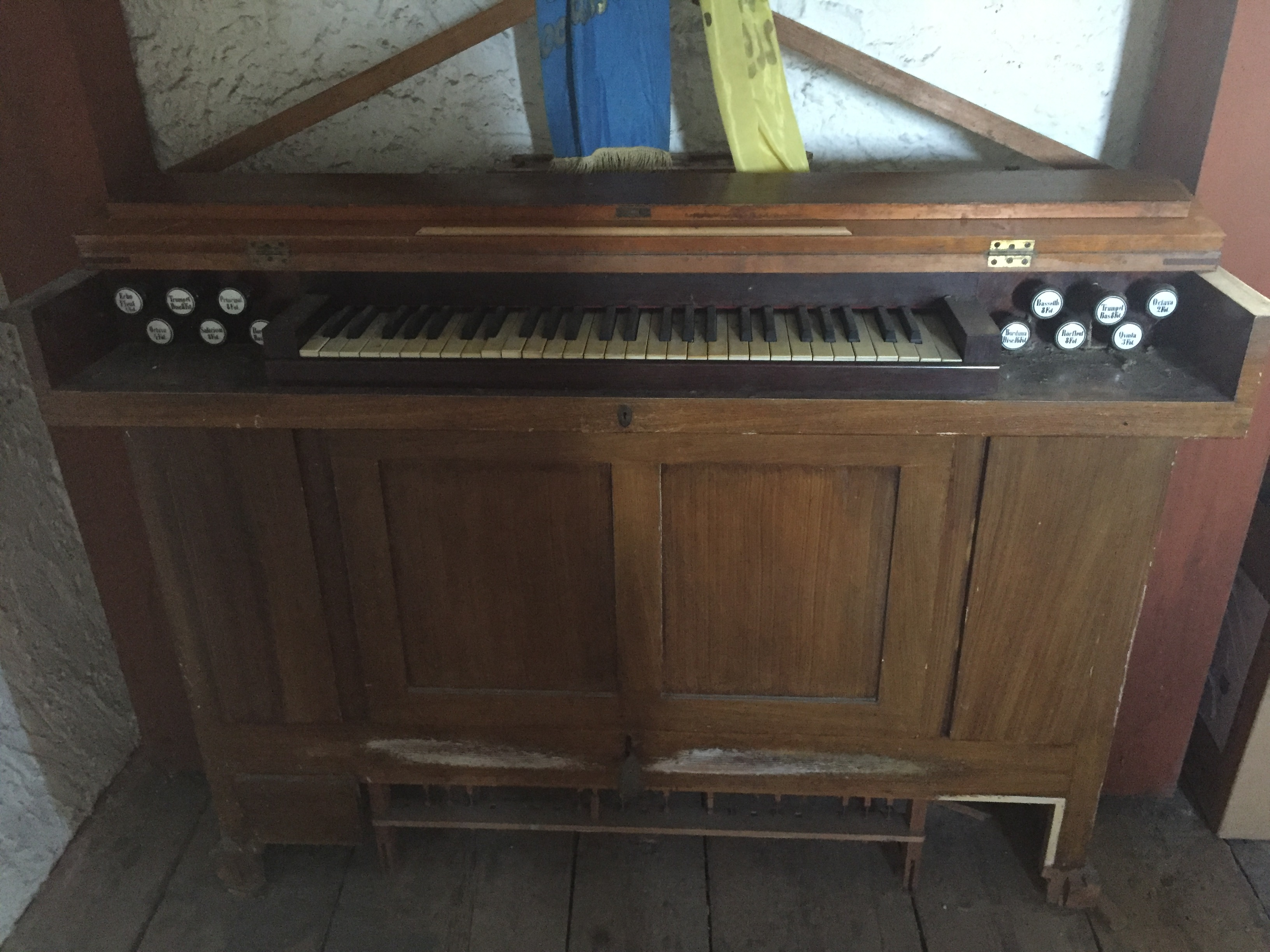
Åkerman & Lunds spelbord från 1878.

- 1878 uppförde firma Åkerman & Lund ett orgelverk med tio stämmor. Tillhörande orgelfasad ritades av Emil Langlet. Orgeln avprovades den 9 november 1878 av domkyrkoorganisten Anders Johan Johansson, Kalmar.[3]

Disposition:
| Manual C-f3             | Pedal   |
| Borduna 16′ Bas/Diskant | Bihangs |
| Principal 8′            |         |
| Bassetthorn 8′          |         |
| Rörfleut 8′             |         |
| Salicional 8′           |         |
| Octava 4′               |         |
| Echo Fleut 4′           |         |
| Qvinta 3′               |         |
| Octava 2′               |         |
| Trumpet 8′ Bas/Diskant  |         |

- 1953 byggde Nils Hammarberg, Göteborg, ett nytt orgelverk med 19 stämmor bakom Langlets fasad. Orgeln är helpneumatisk med två fria kombinationer.

Nuvarande disposition:
| Huvudverk (I) C-g3 | Svällverk (II) C-g3 | Pedal C-f1  | Koppel   |
| Principal 8′       | Rörflöjt 8′         | Subbas 16′  | I 4′     |
| Gedackt 8′         | Salicional 8′       | Oktava 8′   | II/I     |
| Oktava 4′          | Principal 4′        | Koralbas 4′ | II/I 16′ |
| Kvinta 2 ⅔′        | Ekoflöjt 4′         |             | I/P      |
| Oktava 2′          | Nasard 2 ⅔′         |             | II/P     |
| Mixtur 3-4 chor    | Blockflöjt 2′       |             |          |
| Trumpet 8′         | Ters 1 ⅗′           |             |          |
|                    | Oktava 1′           |             |          |
|                    | Krumhorn 8′         |             |          |
|                    | Tremulant           |             |          |

## Bildgalleri

### Exteriör

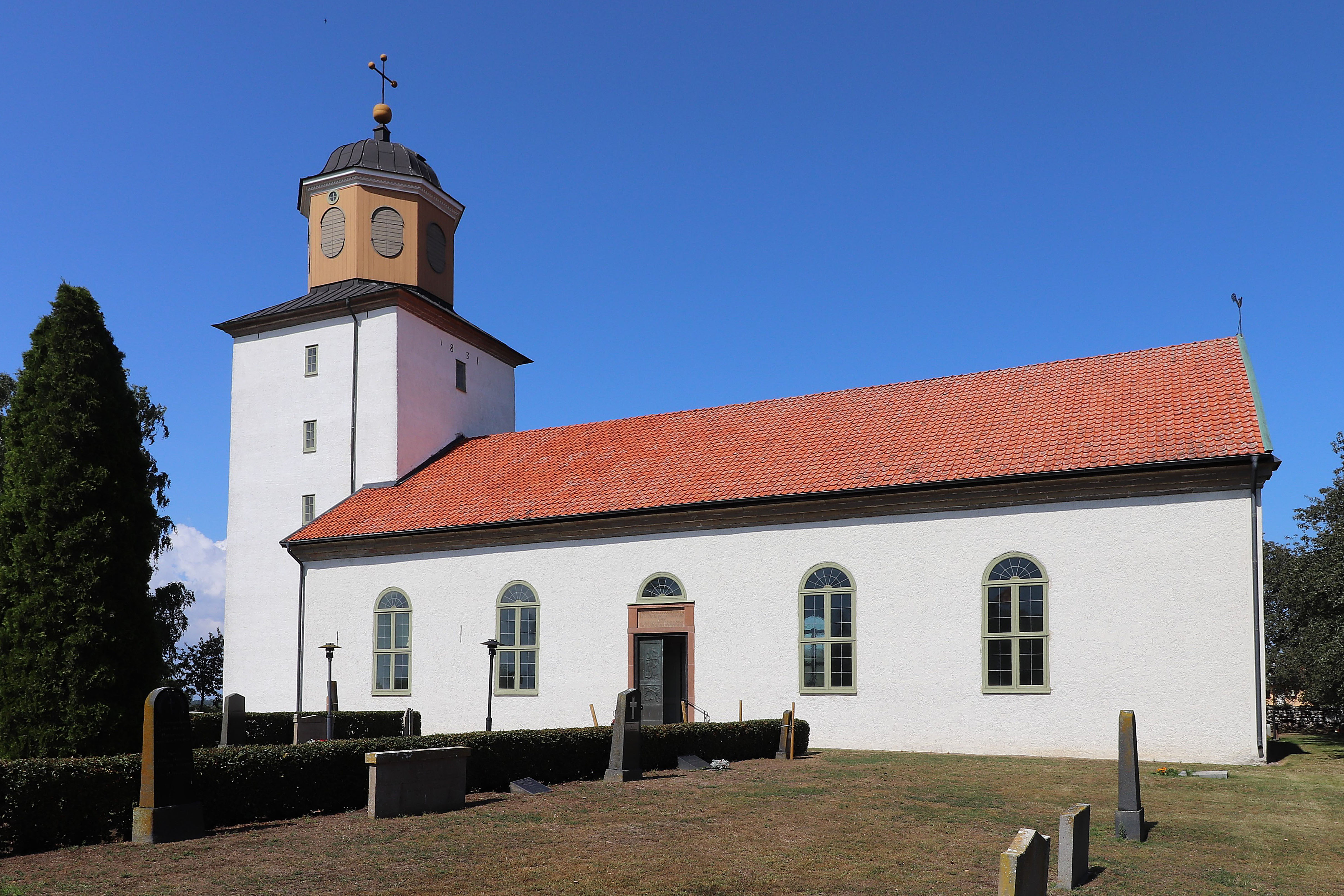
Kyrkan från söder.
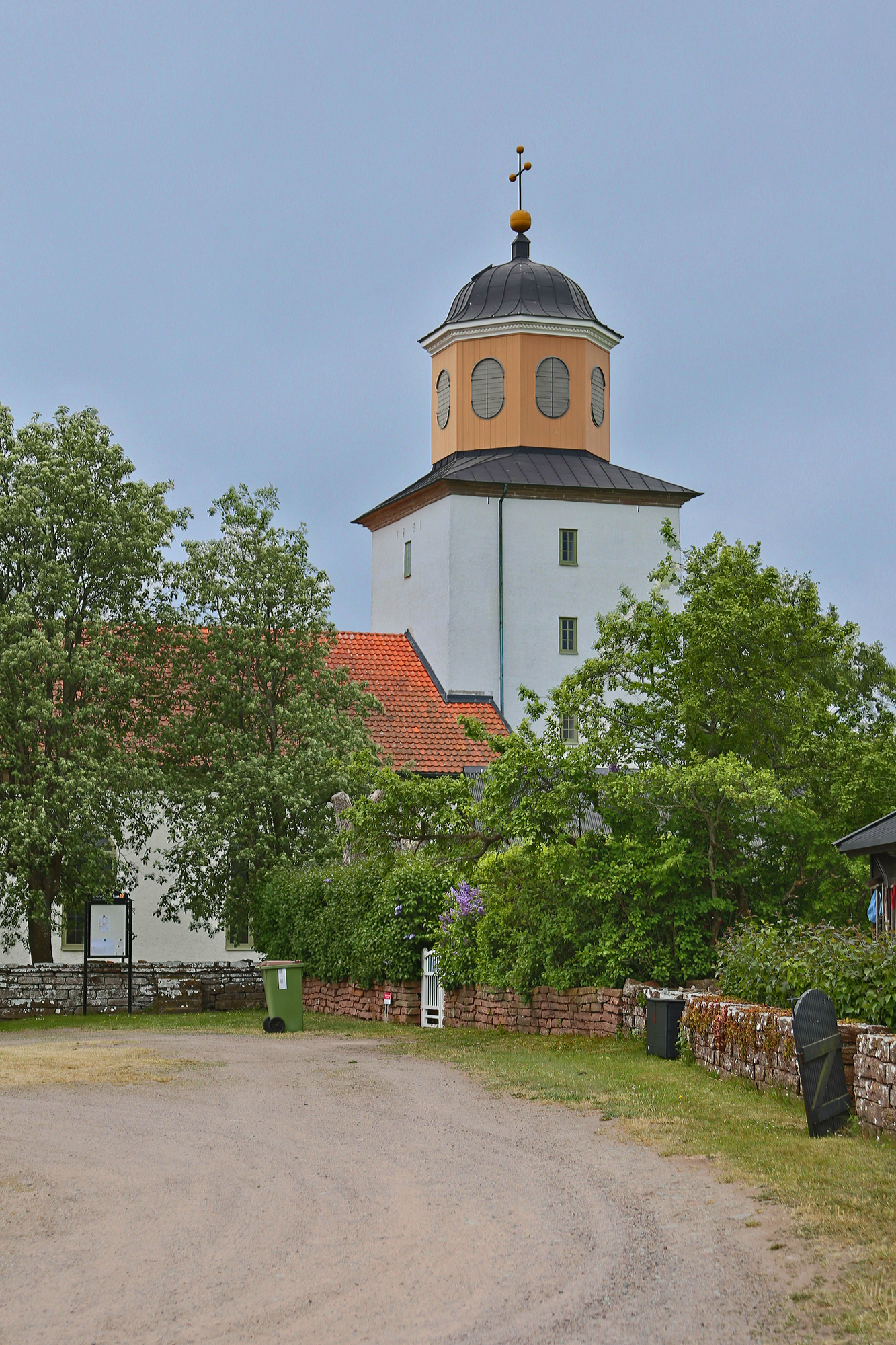
Exteriör från nord.
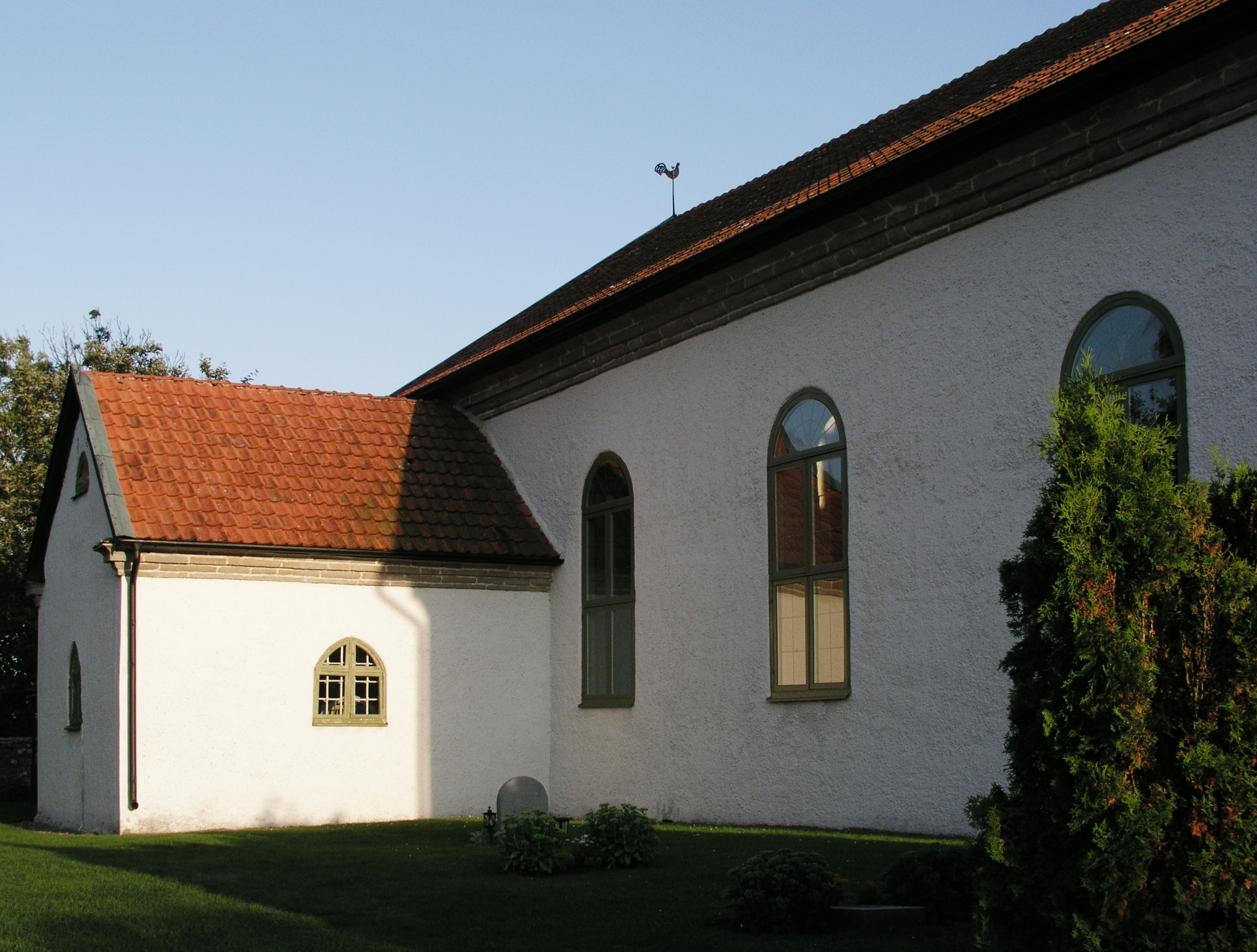
Sakristian.
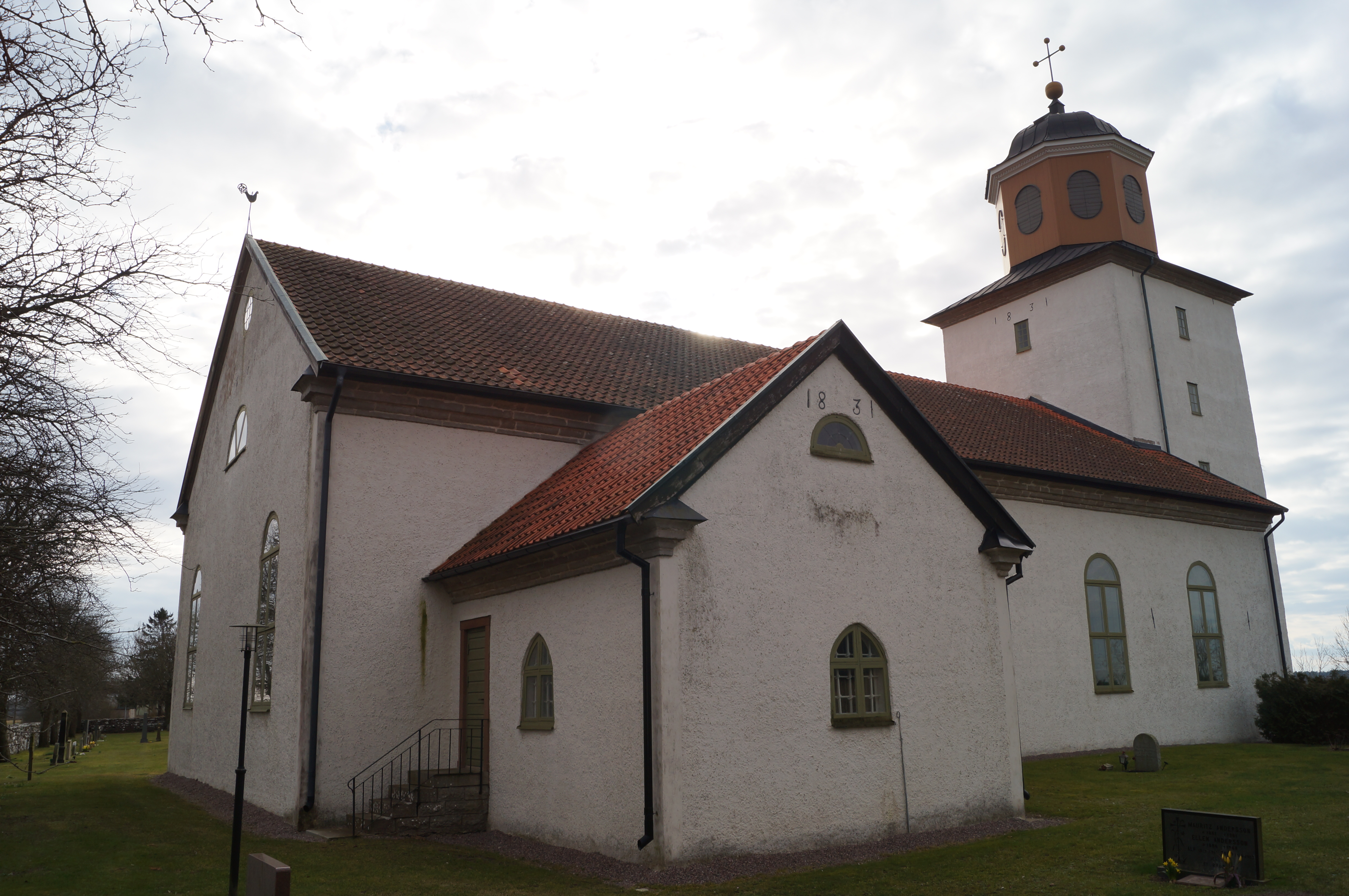
Kyrkan från nordost.
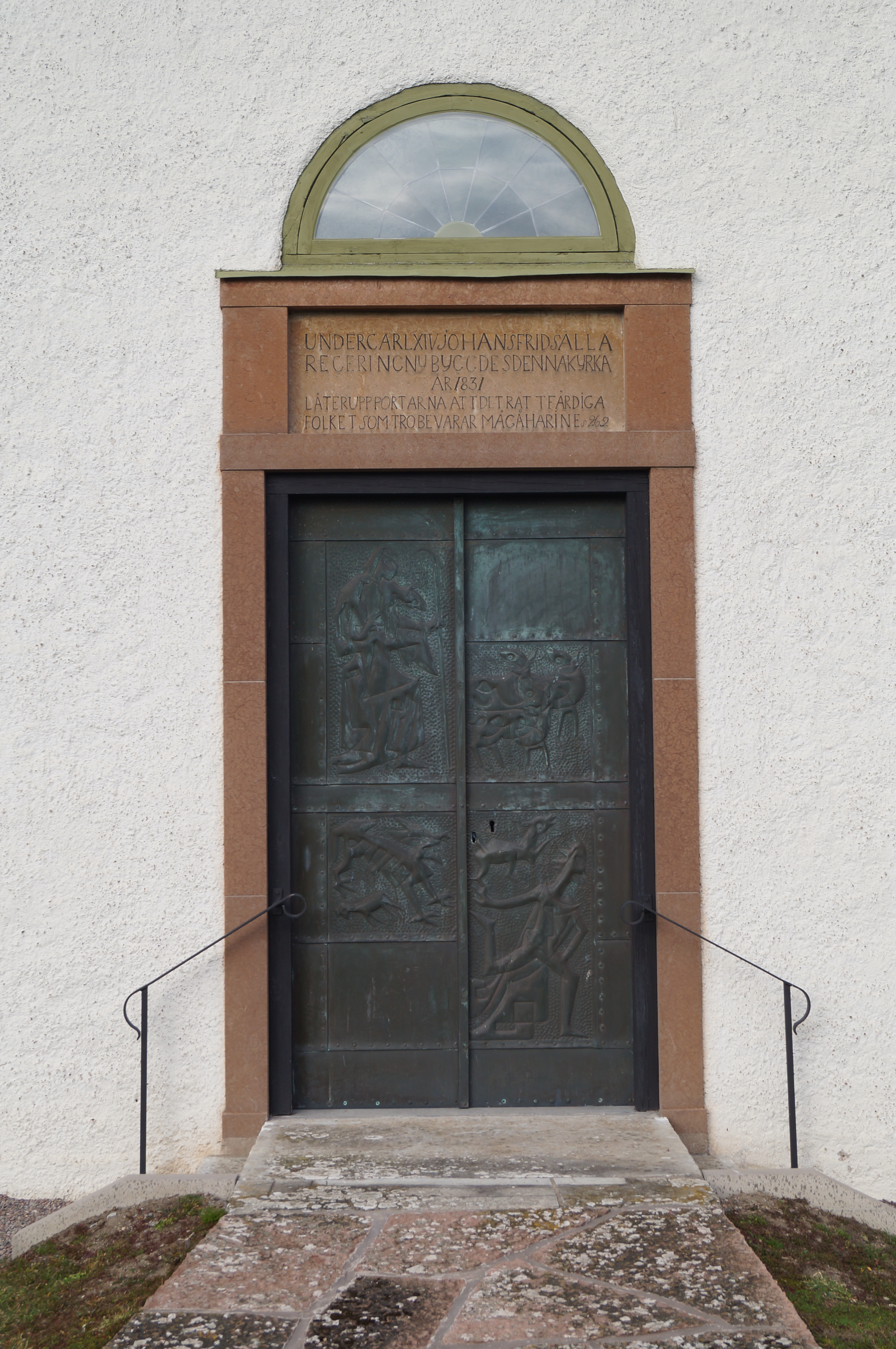
Södra porten. Kopparbeklädd port med motiv: Den gode herden.
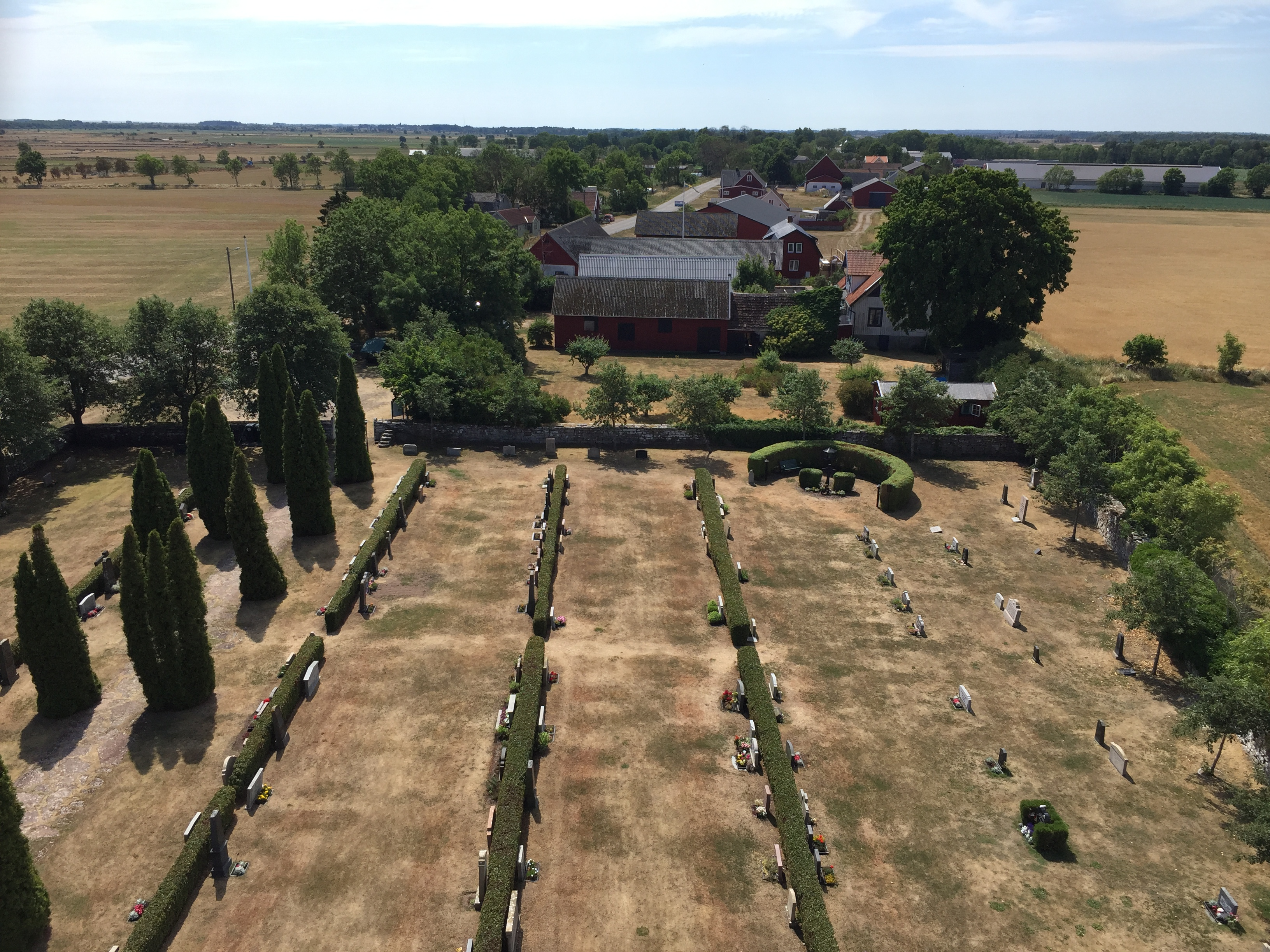
Vy mot södra kyrkogården och minneslunden.

### Interiör

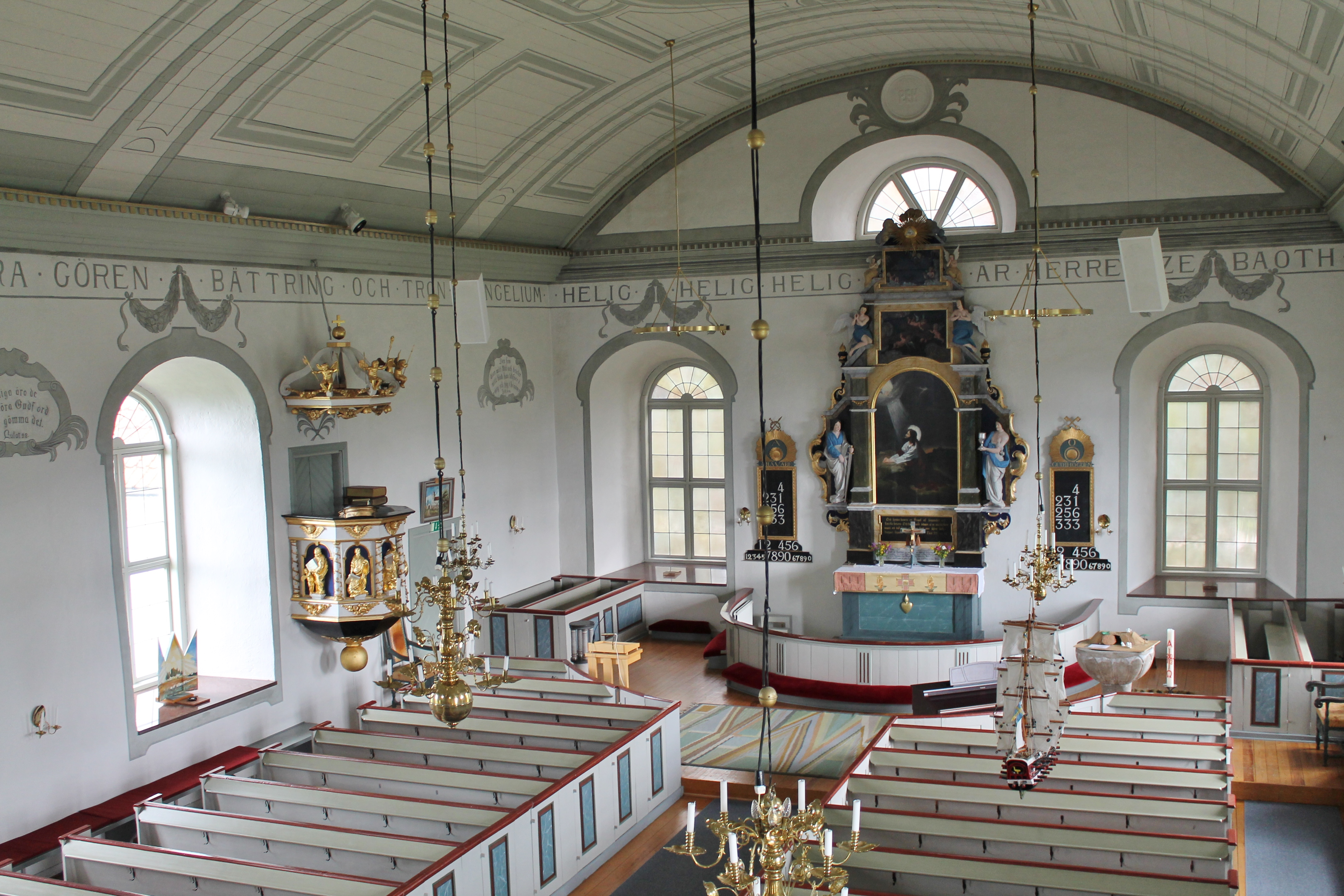
Kyrkorummet från orgelläktaren.
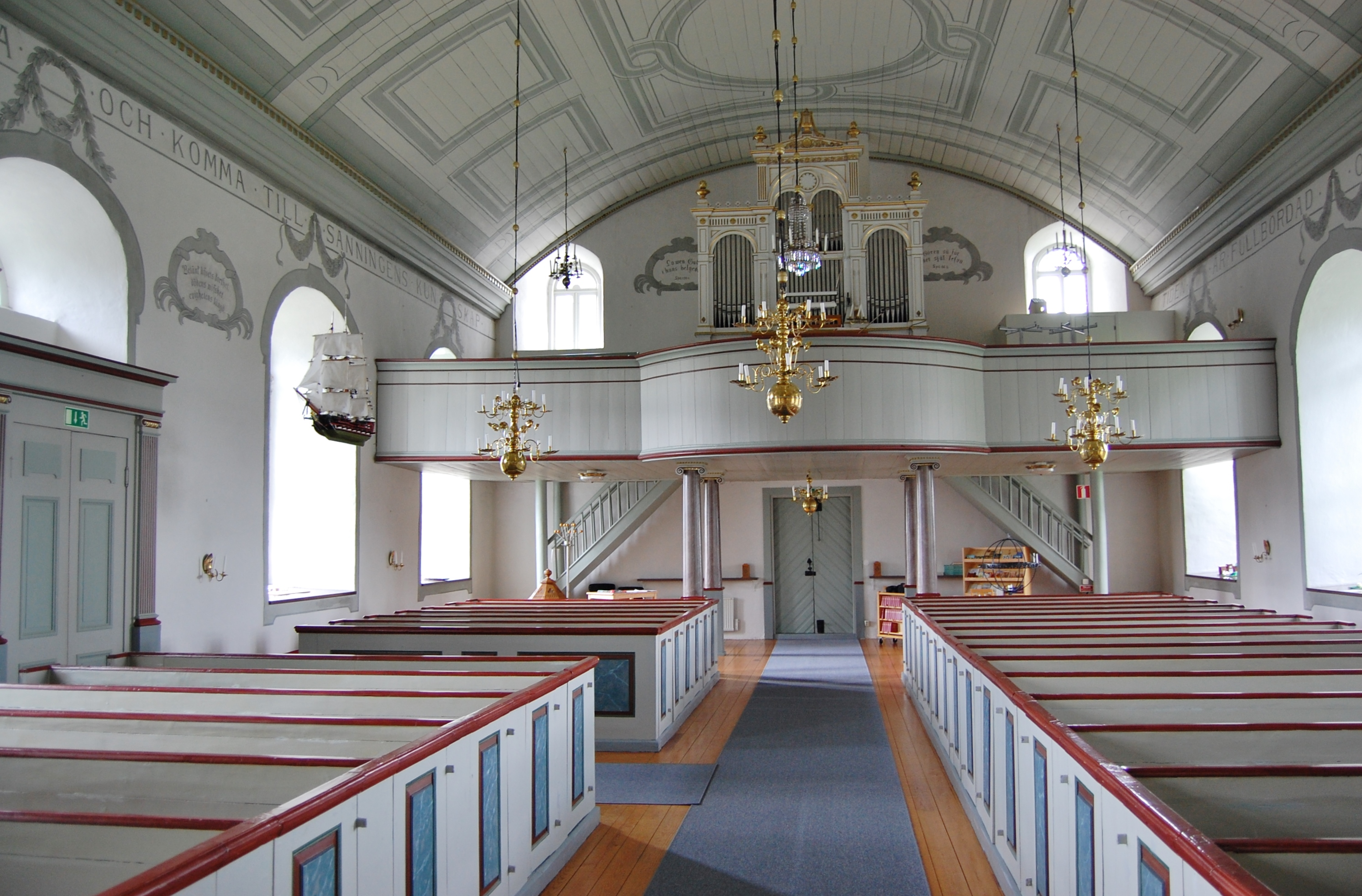
Interiör mot väster.
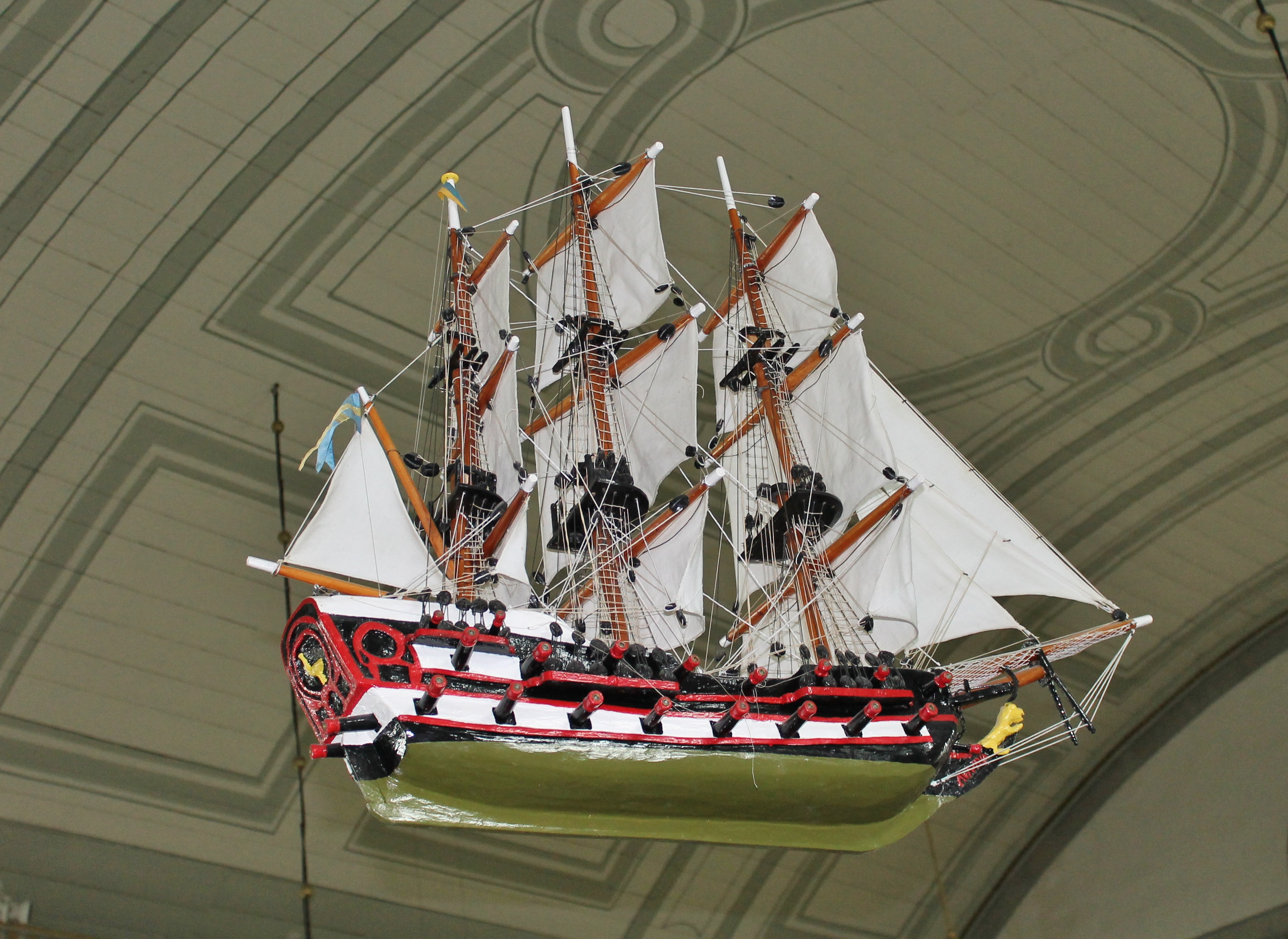
Votivskepp, 1600-tal.
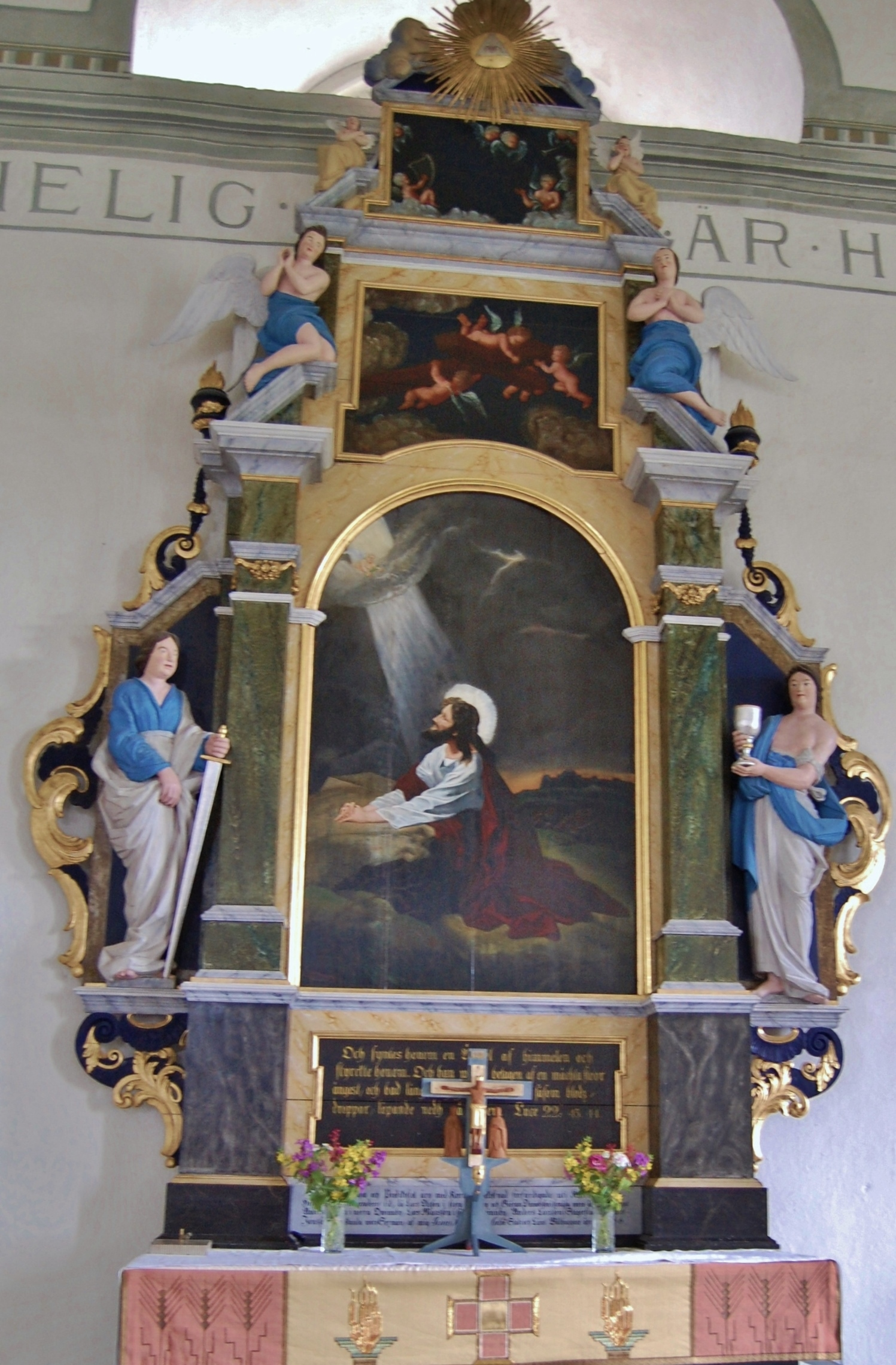
Jonas Berggrens altaruppsats 1766.
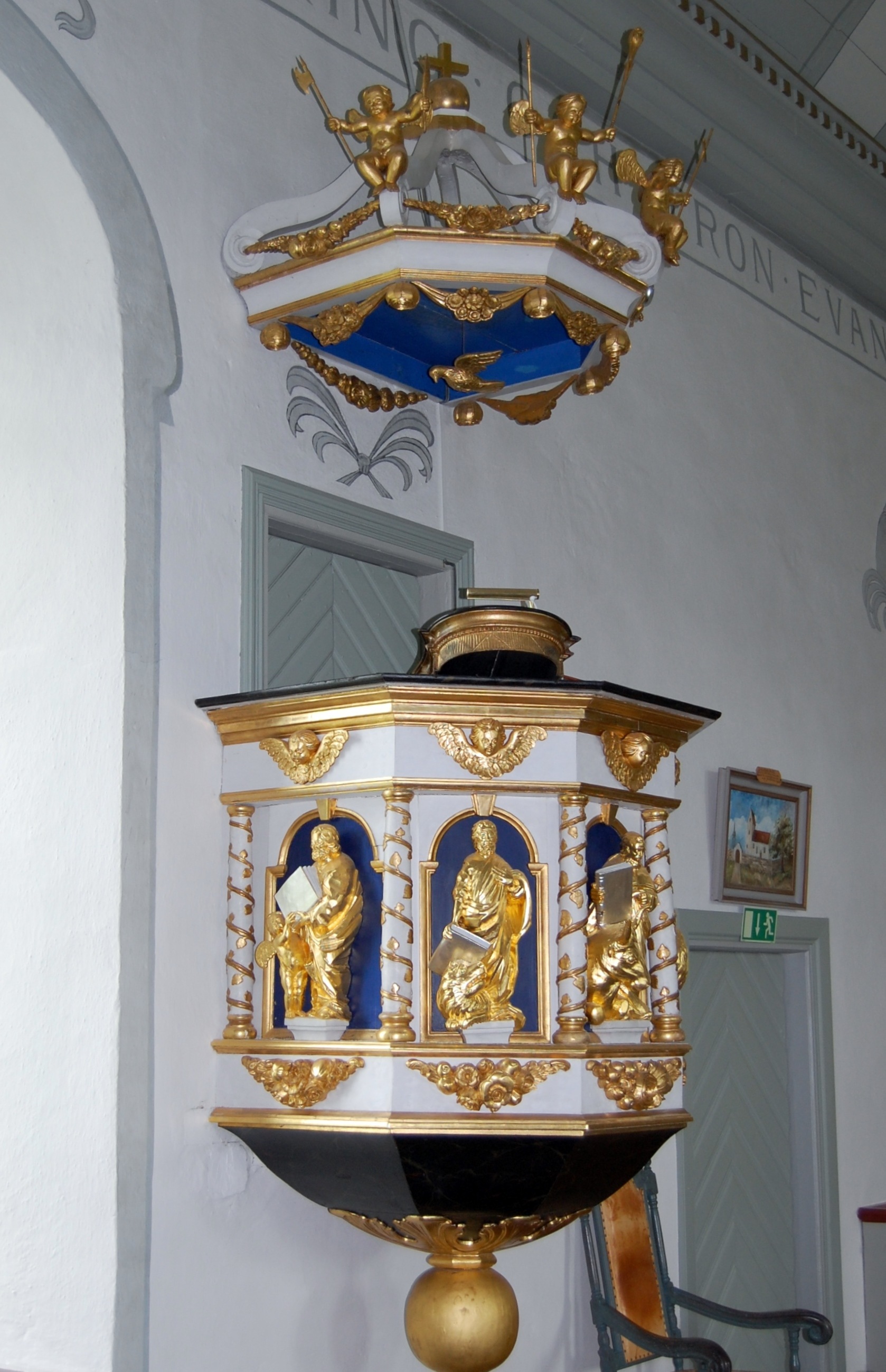
Predikstol från 1700-talet.
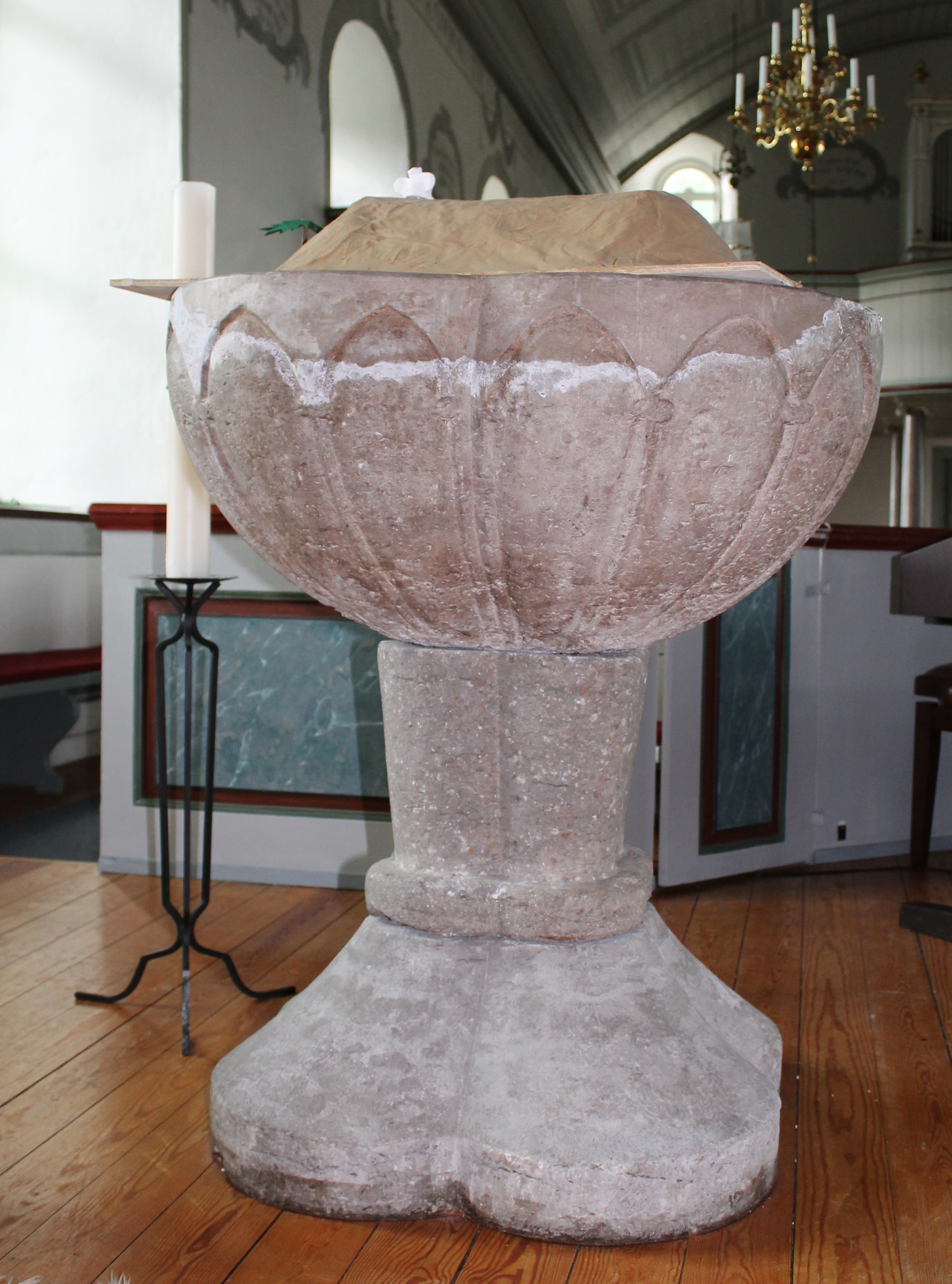
Den medeltida dopfunten.
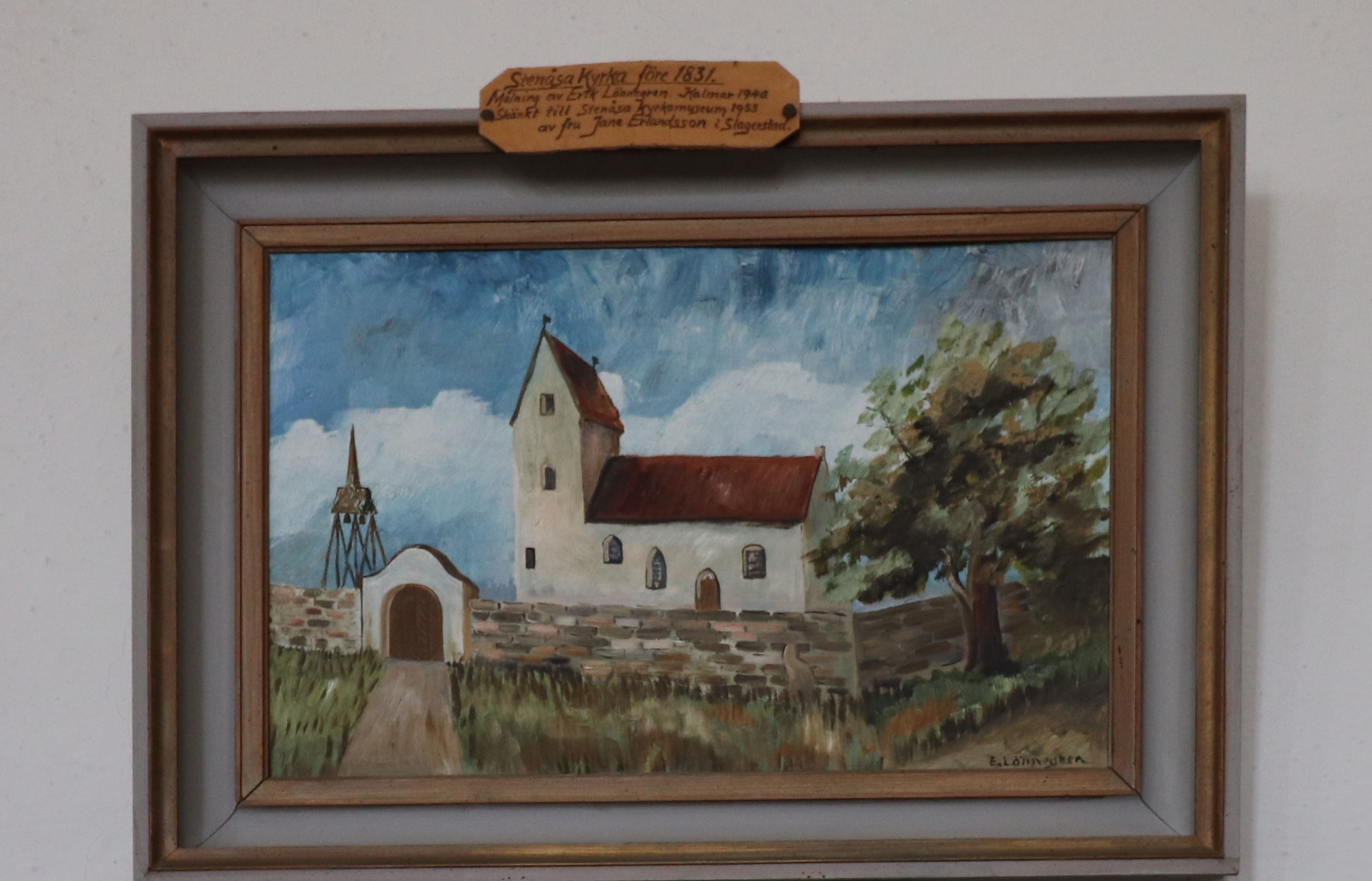
Kyrkan före 1831 utförd av Erik Lönngren.